# Vänge kyrka, Gotland
Vänge kyrka är en kyrka i Vänge på Gotland. Den tillhör Vänge församling i Visby stift.

## Kyrkobyggnaden
Kyrkan är uppförd av sten under medeltiden. Planen består av ett rektangulärt långhus, ett smalare rakt avslutat kor i öster, ett kyrktorn i väster samt en sakristia på norra sidan. Tornet uppfördes ursprungligen till en romansk kärnkyrka omkring 1200. Under 1200-talets senare hälft byggdes det befintliga långhuset och koret. Sakristian tillfogades 1866 efter ritningar av A.W. Lundberg. De tre kraftiga strävpelarna i norr och söder tillkom troligen före 1700-talet. Den äldre kyrkan var en så kallad "ikonisk kyrka" och bevarade reliefstenar, tillskrivna Byzantios, återfinns inmurade i främst korets sydfasad. Grundmurar från denna kyrka påträffades vid en restaurering 1947-1950 utförd av arkitekt Erik Fant. Byggnadshistorien avspeglar sig tydligt i exteriören där det romanska tornet verkar oproportionerligt litet mot det gotiska långhuset. Tornet kröns av en åttkantig spira med klockvåning under skärmtak. Långhuset och det något lägre koret täcks av branta sadeltak. Kyrkan har fyra portaler, och södra långhusportalen har rikast utformning med bland annat reliefstenar från den tidigare kyrkan inmurade i vimpergen. Fönsteröppningarna har behållit sin ursprungliga långsmala form. Det enskeppiga långhuset täcks invändigt av två kryssvalv, delade genom en bred gördelbåge. En vid, spetsig triumfbåge leder till koret med sitt tregruppsfönster i öster. I väster leder en mindre muröppning till ringkammaren. Kor och ringkammare täcks av varsitt kryssvalv. Kalkmålningar från 1300-talet finns i koret.

## Inventarier
- Dopfunten av huggen sten är mycket välbevarad. Den tillverkades på 1100-talet av mästaren Hegvald.
- Triumfkrucifixet från 1100-talet är fäst på ett kors från 1200-talet.
- Predikstolen sattes upp 1777 av Nils Fries och målades 1778 av Johan Weller.

### Orgel
- Orgeln byggdes 1957 av Nils Hammarberg i Göteborg. Orgeln är mekanisk och fasaden är ritad av Jörgen Fåk, Stockholm.

| Manual I     | Manual II     | Pedal       | Koppel |
| Trägedakt 8’ | Rörflöjt 8’   | Gedakt 8’   | I/P    |
| Principal 4’ | Spetsflöjt 4’ | Rankett 16’ | II/P   |
| Mixtur 2 ch  | Kvintadena 4’ |             | II/I   |
|              | Principal 2’  |             |        |

## Bildgalleri

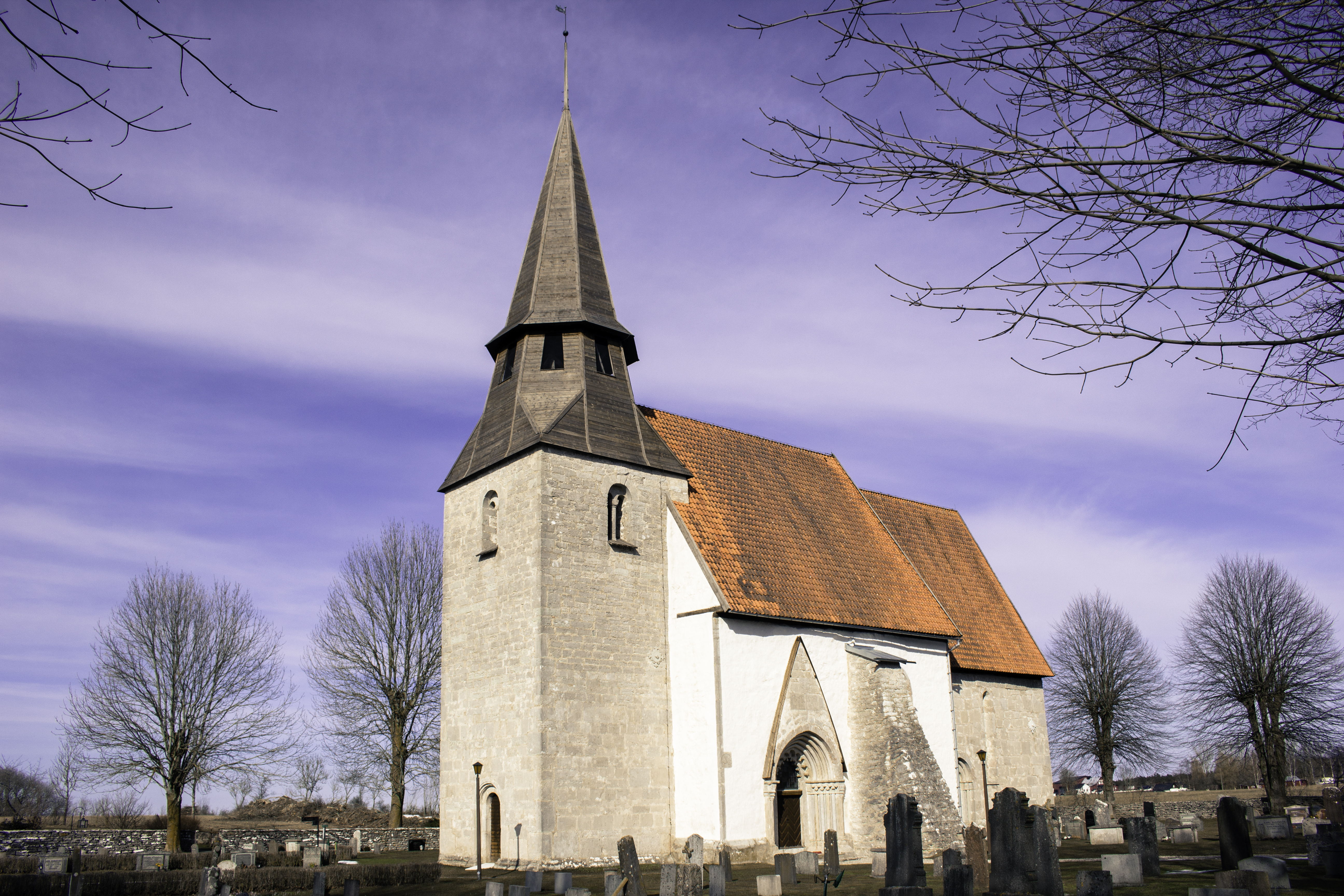
Kyrkan från sydväst
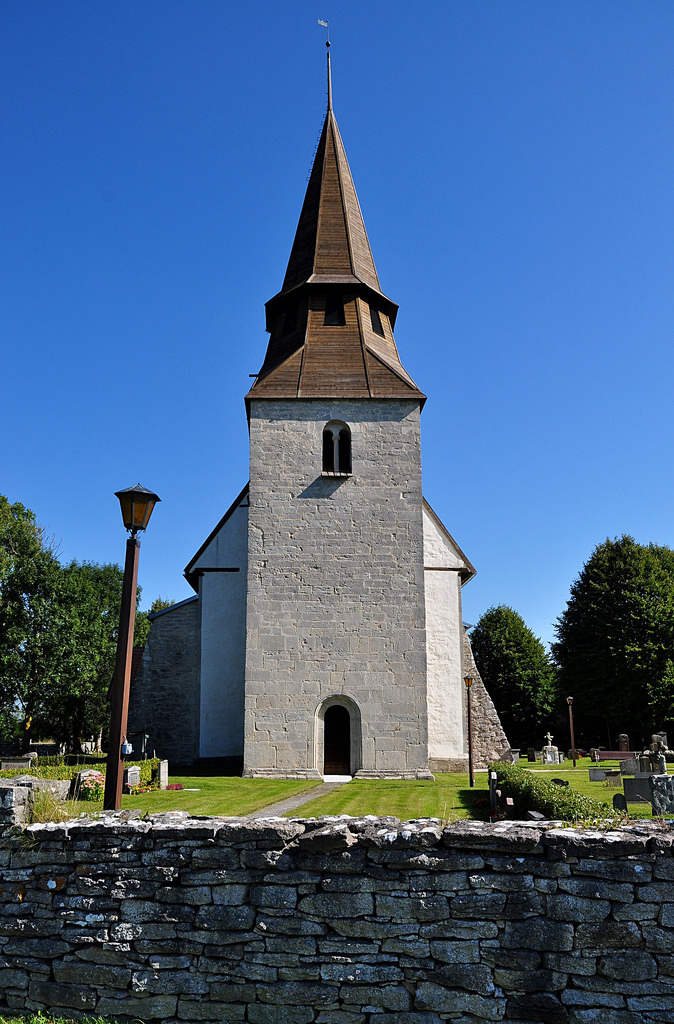
Tornet
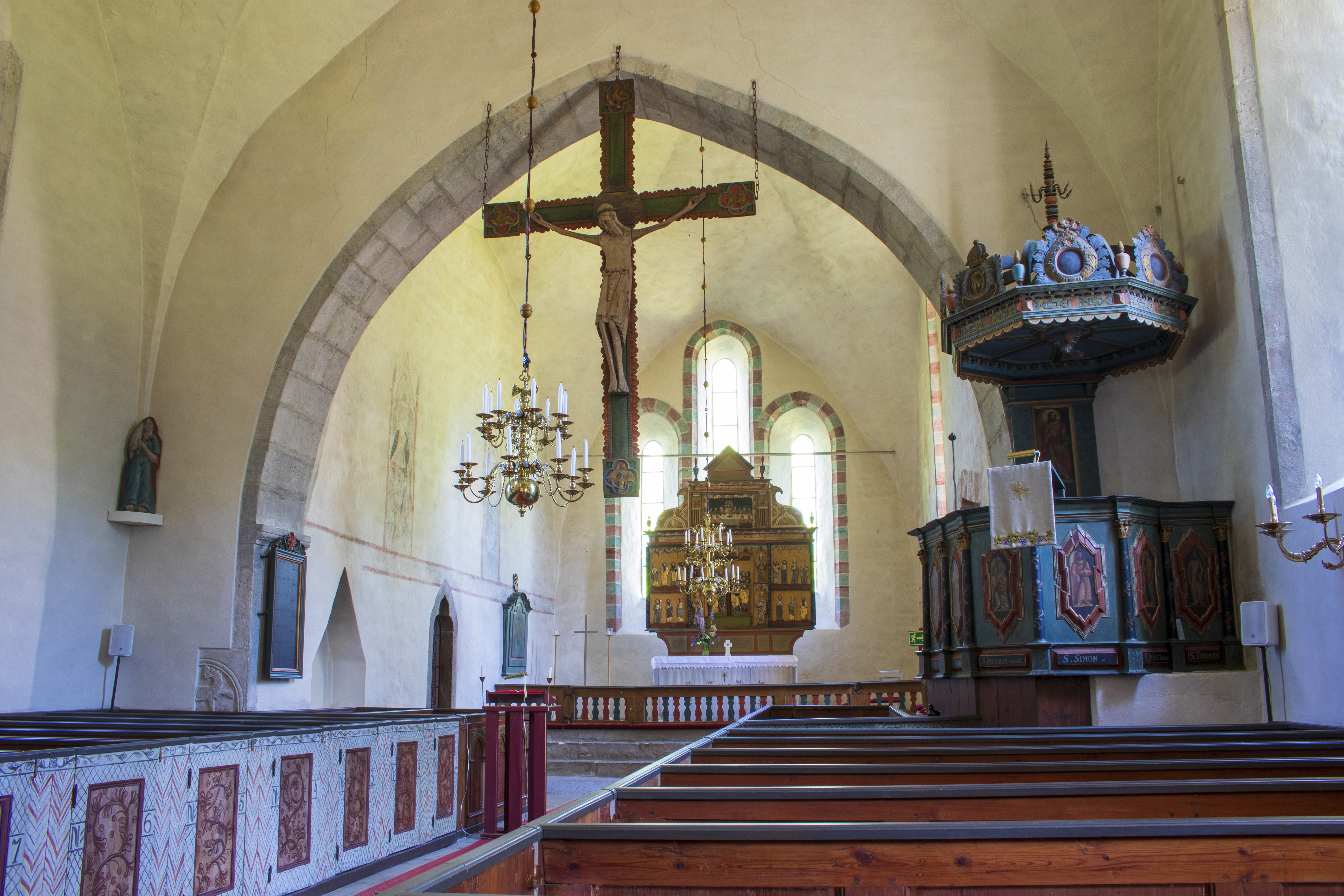
Interiör
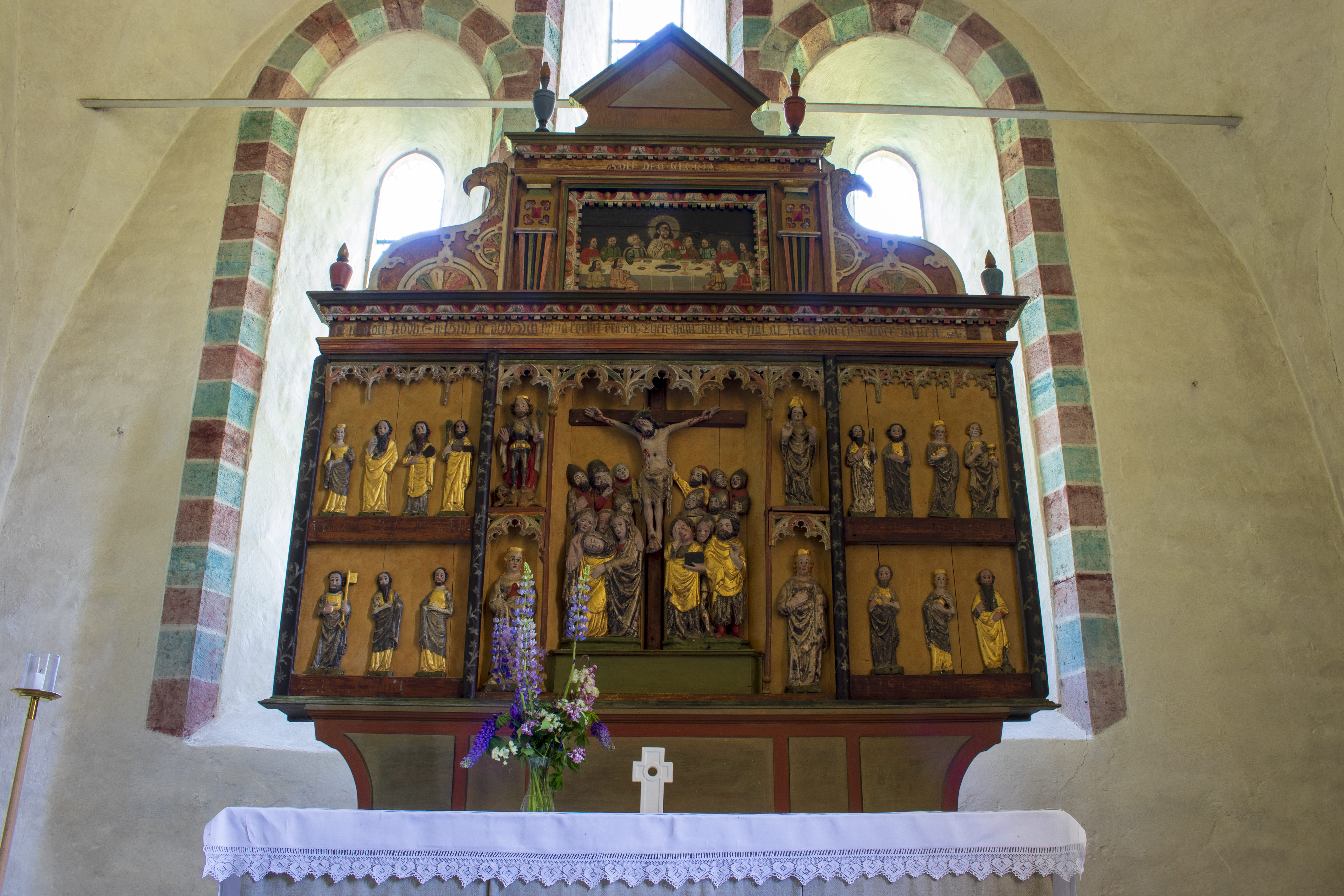
Altaruppsatsen
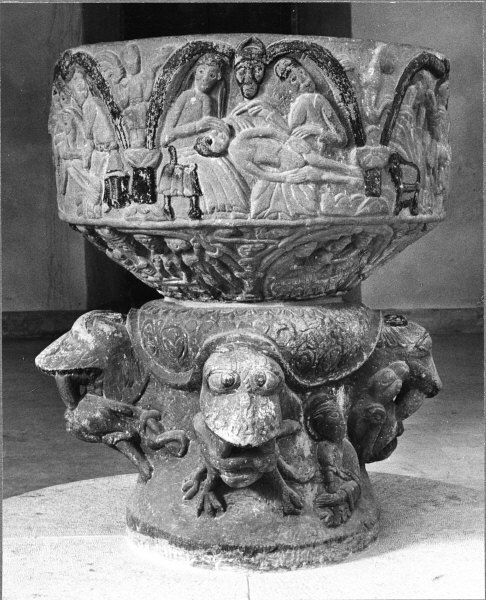
Dopfunten
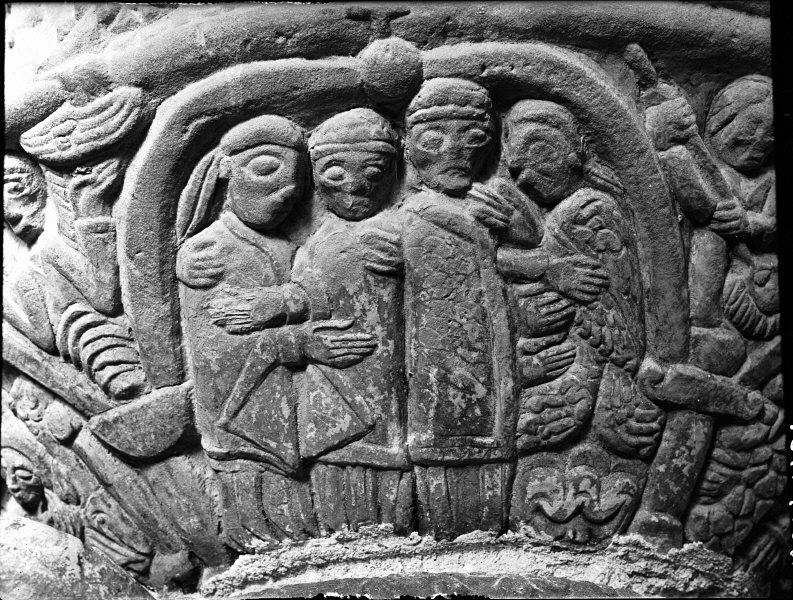
Detalj ur dopfunten